# Цар на царете (филм)
„Цар на царете“ (на английски: King of Kings) е американски игрален филм (драма, исторически) от 1961 година на режисьора Никълъс Рей, по сценарий на Филип Йордън и Рей Брадбури. Оператори са Мануел Беренгуер, Милтън Р. Краснър и Фрайз Планър. Музиката във филма е композирана от Миклос Розса. Филмът разказва за историята на Исус Христос от раждането му до неговото разпятие и възкресение с някои декорации. Филмът излиза на екран от 11 октомври 1961 г.

## Сюжет
Филмът показва живота на Исус в контекста на политиката на римските завоевания. Веднага щом Исус става проповедник и лечител, действията му започват да се противопоставят на политическата позиция на Варава и неговите последователи, които се бунтуват срещу римските нашественици. Юда Искариотски, приятел на Варава, първоначално иска да убеди Варава да приеме Исус като освободител и да повлияе върху него, за да тръгне срещу римляните, но илюзиите му изчезват, когато Варава чува проповедта на планината. Тогава Юда решава да предаде Исус на Рим.

## В ролите
| Актьор             | Роля            |
| ------------------ | --------------- |
| Джефри Хънтър      | Иисус Христос   |
| Шиобхан Макена     | Богородица      |
| Хърд Хатфийлд      | Пилат Понтийски |
| Рон Рандъл         | Луциус          |
| Вивека Линдфорс    | Клаудия         |
| Рита Гам           | Принцеса Ирод   |
| Кармен Севиля      | Мария Магдалина |
| Бриджид Базлен     | Саломе          |
| Хари Гуардино      | Варава          |
| Рип Торн           | Юда Искариотски |
| Франк Тринг        | Ирод Антипас    |
| Гай Ролф           | Каяфа           |
| Роял Дано          | Апостол Петър   |
| Робърт Райън       | Йоан Кръстител  |
| Едрик Конър        | Балтазар        |
| Морис Марсак       | Никодемус       |
| Грегоир Аслан      | Ирод Велики     |
| Джордж Коулоурис   | Камилски кочияш |
| Конрадо Сан Мартин | Генерал Помпей  |
| Джерард Тичи       | Йосиф           |

### Технически екип
| Режисьор                        | Никълъс Рей                                        |
| Продуцент                       | Самуел Бронстън                                    |
| Сценарий                        | Филип Йордън Рей Брадбури /некредитиран/           |
| Оператори                       | Мануел Беренгуер Милтън Р. Краснър Франз Планър    |
| Музика                          | Миклос Розса                                       |
| Монтаж                          | Харолд Ф. Крес Рене Личтиг                         |
| Комплекти и костюми             | Джорджис Уакхевич                                  |
| Асоциирани продуценти           | Алън Браун Джейми Прадес                           |
| Комплектов декоратор            | Енрикуие Аларкон                                   |
| Специални фотографически ефекти | Лий Лебланк                                        |
| Генерален директор              | Стенли Голдсмит                                    |
| Майстор на реквизите            | Стенли Детиле                                      |
| Завеждащ техник                 | Карл Гибсън                                        |
| Завеждащ електротехник          | Нортън Курланд                                     |
| Специални ефекти                | Алекс К. Уелдън                                    |
| Стенописи                       | Макиек Пиотровски                                  |
| 2-ри секционни директори        | Ноел Хауърд Сумнер Уилямс                          |
| Асистент-режисьори              | Карло Ластрикати Жозе Мария Очоа Жозе Лопез Родеро |
| Грим                            | Марио Ван Риел Чарлс Паркър                        |
| Рекординг супервайзър           | Франклин Минтън                                    |
| Звукооператор                   | Басил Фентън Смит                                  |
| Супервайзър на костюмите        | Ерик Сеелиг                                        |
| Прически                        | Анна Кристофани                                    |
| Хореография за танца на Саломе  | Бети Ути                                           |